# Uğurlu, Şanlıurfa
Uğurlu là một thị trấn thuộc thành phố Şanlıurfa, tỉnh Şanlıurfa, Thổ Nhĩ Kỳ. Dân số thời điểm năm 2011 là 4.482 người.